# Leichtathletik-Europameisterschaften 1954/800 m der Frauen

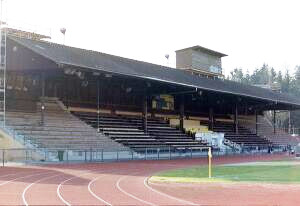
Tribüne des Stadions Neufeld in Bern

Der 800-Meter-Lauf der Frauen bei den Leichtathletik-Europameisterschaften 1954 wurde am 25. und 27. August 1954 im Stadion Neufeld in Bern ausgetragen.
In dieser Disziplin gab es mit Gold und Bronze zwei Medaillen für Läuferinnen aus der UdSSR. Europameisterin wurde die Weltrekordlerin Nina Otkalenko. Sie gewann vor der Britin Diane Leather. Auf Rang drei kam Ljudmila Lysenko.

## Rekorde

### Bestehende Rekorde
| Weltrekord           | 2:07,3 min                                                              | Nina Otkalenko                                                          | Moskau, damals Sowjetunion (heute Russland)                             | 27. August 1953                                                         |
| Europarekord         | 2:07,3 min                                                              | Nina Otkalenko                                                          | Moskau, damals Sowjetunion (heute Russland)                             | 27. August 1953                                                         |
| Meisterschaftsrekord | Dieser Wettbewerb wurde erstmals bei Europameisterschaften ausgetragen. | Dieser Wettbewerb wurde erstmals bei Europameisterschaften ausgetragen. | Dieser Wettbewerb wurde erstmals bei Europameisterschaften ausgetragen. | Dieser Wettbewerb wurde erstmals bei Europameisterschaften ausgetragen. |

### Neuer Meisterschaftsrekord
Einen neuen Meisterschaftsrekord gab es zweimal, ein drittes Mal wurde der Rekord egalisiert. Darüber hinaus gab es drei neue Landesrekorde.
- Meisterschaftsrekorde:
  - 2:09,9 min – Nina Otkalenko (Sowjetunion), erster Vorlauf am 25. August
  - 2:08,8 min – Ljudmila Lysenko (Sowjetunion), dritter Vorlauf am 25. August
  - 2:08,8 min – Nina Otkalenko (Sowjetunion), Finale am 27. August
- Landesrekorde:
  - 2:11,8 min – Bedriska Müllerová (Tschechoslowakei), erster Vorlauf am 25. August
  - 2:12,0 min – Bozena Pestka (Polen), zweiter Vorlauf am 25. August
  - 2:15,6 min – Marianne Weiß (BR Deutschland), zweiter Vorlauf am 25. August

Nach dem Finale waren also die Europameisterin Nina Otkalenko sowie die Bronzemedaillengewinnerin Ljudmila Lysenko gemeinsame EM-Rekordinhaberinnen mit 2:08,8 min.

## Vorrunde
25. August 1954, 18:30 Uhr
Die Vorrunde wurde in drei Läufen durchgeführt. Die ersten drei Athletinnen pro Lauf – hellblau unterlegt – qualifizierten sich für das Finale.

### Vorlauf 1
| Platz | Name               | Nation           | Zeit (min) |
| ----- | ------------------ | ---------------- | ---------- |
| 1     | Nina Otkalenko     | Sowjetunion      | 2:09,9 CR  |
| 2     | Anne Oliver        | Großbritannien   | 2:11,8     |
| 3     | Bedriska Müllerová | Tschechoslowakei | 2:11,8 NR  |
| 4     | Ágnes Oros         | Ungarn           | 2:11,8     |
| 5     | Inga Nyqvist       | Finnland         | 2:17,2     |
| DNF   | Nicole Goullieux   | Frankreich       |            |

### Vorlauf 2
| Platz | Name             | Nation         | Zeit (min) |
| ----- | ---------------- | -------------- | ---------- |
| 1     | Aranka Kazi      | Ungarn         | 2:11,8     |
| 2     | Bozena Pestka    | Polen          | 2:12,0 NR  |
| 3     | Valerie Winn     | Großbritannien | 2:12,4     |
| 4     | Nina Cernoscek   | Sowjetunion    | 2:12,7     |
| 5     | Marianne Weiß    | BR Deutschland | 2:15,6 NR  |
| 6     | Odile Monguillon | Frankreich     | 2:17,3     |
| 7     | Maria Kessels    | Belgien        | 2:33,7     |

### Vorlauf 3
| Platz | Name               | Nation         | Zeit (min) |
| ----- | ------------------ | -------------- | ---------- |
| 1     | Ljudmila Lysenko   | Sowjetunion    | 2:08,8 CR  |
| 2     | Diane Leather      | Großbritannien | 2:08,9     |
| 3     | Anna Bácskai       | Ungarn         | 2:12,5     |
| 4     | Claude Laurent     | Frankreich     | 2:14,2     |
| 5     | Loredana Simonetti | Italien        | 2:15,5     |
| 6     | Isolde Beichler    | BR Deutschland | 2:17,6     |
| 7     | Ludmila Dunst      | Österreich     | 2:24,7     |

## Finale

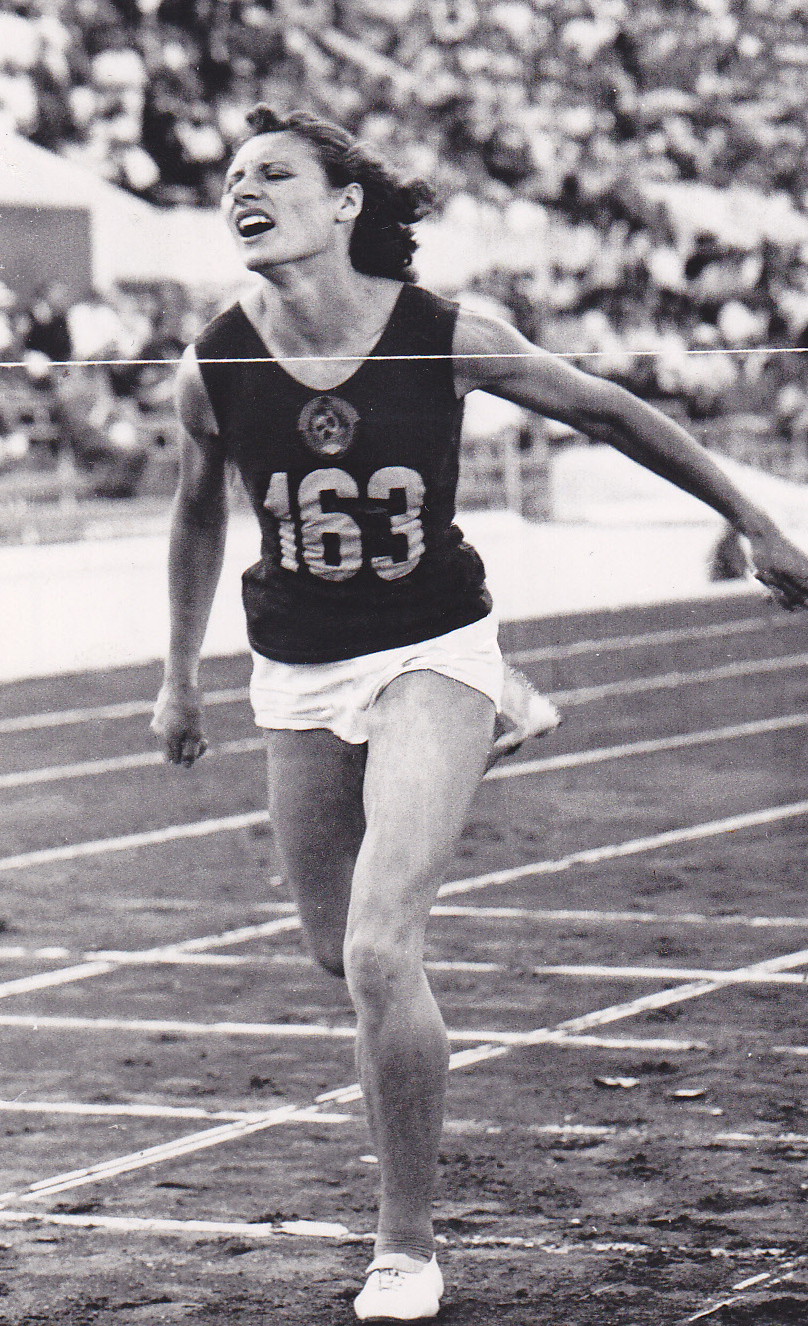
Bronzemedaillengewinnerin Ljudmilla Lysenko – auf dem Foto bei ihrem Olympiasieg 1960

27. August 1954, 17:00 Uhr
| Platz | Name               | Nation           | Zeit (min) |
| ----- | ------------------ | ---------------- | ---------- |
| 1     | Nina Otkalenko     | Sowjetunion      | 2:08,8 CRe |
| 2     | Diane Leather      | Großbritannien   | 2:09,8     |
| 3     | Ljudmila Lysenko   | Sowjetunion      | 2:11,2     |
| 4     | Aranka Kazi        | Ungarn           | 2:11,9     |
| 5     | Bozena Pestka      | Polen            | 2:12,6     |
| 6     | Valerie Winn       | Großbritannien   | 2:13,3     |
| 7     | Anne Oliver        | Großbritannien   | 2:13,3     |
| 8     | Bedriska Müllerová | Tschechoslowakei | 2:13,6     |
| 9     | Anna Bácskai       | Ungarn           | 2:14,6     |